# Beatriz Balzi
Beatriz Balzi (Buenos Aires, 1936-2001) fue una reconocida pianista, profesora y musicóloga argentina, especializada en música contemporánea latino-americana.

## Formación académica
Beatriz Balzi estudió en el Conservatorio Nacional de Música y Artes Carlos López Buchardo, en Buenos Aires, Argentina, donde se graduó de piano y Cultura Musical. Ella estudió piano con Vicente Scaramuzza (también professor de Martha Argerich y Daniel Barenboim), composición musical con Alberto Ginastera y contrapunto con Pedro Sáenz. Balzi completó sus estudios en Brasil con José Kliass y estudió composición con Camargo Guarnieri.

## Trabajo como pianista
Balzi emigró junto a su familia a Brasil en 1960, y obtuvo la ciudadanía brasileña en 1982. Ella participó como intérprete del piano en importantes centros musicales de Europa, los Estados Unidos y América Latina, y realizó numerosas grabaciones para radio y televisión en Buenos Aires, Madrid, Barcelona, París, Ámsterdam, Colonia y Boston, de obras creadas por compositores latino-americanos.

## Trabajo como profesora
De 1970 a 1976, Beatriz Balzi colaboró como profesora y pianista con la Escuela de Música de Piracicaba, interpretando varios conciertos para piano y orquesta bajo la dirección del compositor Ernst Mahle. En 1976 ella fue invitada por Anna Estela Schic y Michel Philippot a integrar la facultad de música Julio Mesquita Filho en la Universidad Paulista (UNESP), donde ofreció cursos de piano que se enfocaban principalmente en la música contemporánea. En aquel entonces, Balzi decidió dedicarse definitivamente al piano y la enseñanza, y consecuentemente abandonó los estudios de composición.
En 1974, Beatriz Balzi participó en conferencias acerca de la música contemporánea latino-americana y se convirtió en una de las fundadoras del Núcleo de Nueva Música de São Paulo. Ella ofreció cursos de interpretación de la música contemporánea en varios festivales y universidades, y fue invitada a numerosas reuniones, fórums, congresos y festivales de música contemporánea en América Latina. Ella también fue invitada a ocupar la cátedra Luigi Chafarelli en la Academia de Música de São Paulo.

## Trabajo como musicóloga
Según Eliana Monteiro Da Silva: “La urgencia de ser útil dirigió la vida profesional y personal de Beatriz Balzi; y esa postura la condujo a realizar la investigación y el estudio de un repertorio que estaba surgiendo en la segunda mitad del Siglo XX –con sus característica notación no-convencional y sus técnicas de interpretación experimental- en una época en que pocos instrumentistas se prestaban a hacerlo. Es por eso que al percibir su conocimiento e interés por esa materia, muchos compositores comenzaron a enviarle sus piezas con el propósito de que las divulgara.”
Beatriz Balzi dedicó considerable tiempo y esfuerzo a la investigación y el estudio del repertorio de música contemporánea latino-americana para piano, buscando las piezas más relevantes y representativas. Balzi aprovechó sus contactos en festivales y reuniones académicas para coleccionar un considerable número de obras pertenecientes a compositores contemporáneos latino-americanos, y con el propósito de compartir ese valioso material, ella planeó la producción de un amplio archivo sonoro.
Ese fue el origen de su Opus Magnum, una colección de grabaciones titulada Compositores Latino-Americanos; que debía contener al menos una obra de cada país de la América Latina. Beatriz Balzi pudo grabar piezas de trece países en cinco discos compactos que incluyeron siete secciones, antes de caer enferma inesperadamente. Ella falleció sin poder concluir la octava sección.
Para los que estuvieran interesados en obtener información sobre el repertorio de música clásica para piano del siglo XX, esta colección contiene piezas que son representativas de los más variados estilos, técnicas y géneros. Una lista de compositores incluye a los siguientes:
Compositores Latino-americanos, Beatriz Balzi, piano.
Vol. 1-3 (a two CD set):
- Manuel Ponce (México)
- Juan Bautista Plaza (Venezuela)
- Eduardo Fabini (Uruguay)
- Ernesto Lecuona(Cuba)
- Alberto Ginastera (Argentina)
- Sérgio Vasconcellos Corrêa (Brasil)
- Mario Lavista (México),
- Guillermo Uribe Holguín (Colombia)
- Eduardo Caba (Bolivia)
- Carlos Sánchez Málaga (Perú)
- Gilberto Mendes (Brasil)
- Coriún Aharonián (Uruguay)
- Manuel Enríquez (México)
- Luis Mucillo (Argentina)

Vol. 4-5:
- Carlos Guastavino (Argentina)
- Camargo Guarnieri (Brasil)
- Juan Carlos Moreno González (Paraguay)
- Jaurès Lamarque-Pons (Uruguay)
- Rodolfo Coelho de Souza (Brasil)
- Aylton Escobar (Brasil)
- Eduardo Bértola(Argentina)
- Héctor Tosar (Uruguay)
- Edson Zampronha (Brasil)

Vol. 6:
- Ricardo Castillo (Guatemala)
- Ángel Lasala (Argentina)
- Ernest Mahle (Brasil)
- Alfredo Rugeles (Venezuela)
- Marcos Câmara (Brasil)
- Nicolás Pérez González (Paraguay)
- Armando Rodríguez Ruidíaz (Cuba)
- Gerardo Gandini (Argentina)
- Eduardo Cáceres (Chile)
- Juan José Iturriberry (Uruguay)

Vol. 7:
- José Pablo Moncayo (México)
- Cacilda Borges Barbosa (Brasil)
- Silvestre Revueltas (México)
- Julián Aguirre (Argentina)
- Nilson Lombardi (Brasil)
- Amaral Vieira (Brasil),
- Acario Cotapos (Chile)
- Marisa Rezende (Brasil)
- Edmundo Villani-Côrtes (Brasil)
- Graciela Paraskevaídis (Argentina-Uruguay).[3]